# Jacobo Wimpfeling
Jacobo Wimpfeling (Sélestat, 27 de julio de 1450 - ibídem, 17 de noviembre de 1528) fue un poeta, humanista, pedagogo e historiógrafo alsaciano.

## Biografía
Wimpfeling estudió en la escuela de Ludwig Dringenberg de Sélestat, y más tarde cursó filosofía y teología a partir de 1464 en Friburgo de Brisgovia, a partir de 1466 en Erfurt y entre 1469-70 en la Universidad de Heidelberg, donde más tarde sería profesor. En 1484, también fue predicador en la catedral de Espira. Volvió a Heidelberg como profesor en 1498. Vivió también en Estrasburgo consagrándose a la literatura y regresó a su ciudad natal en 1515.

## Obra
- Stylpho, 1480
- Vita sancti adelphi, 1500
- Germania, 1501
- Epitome rerum Germanicarum, 1505
- Gravamina, 1520